# 李瑞农
李瑞农（1964年4月—），男，1987年3月加入中国共产党，高级记者，现任中国环境报社党委书记、社长。

## 生平
1987年7月毕业于安徽师范大学中文系，获文学学士学位。1990年7月毕业于中国社会科学院研究生院新闻系，获法学硕士学位。同年进入中国环境报社新闻部，任编辑。1992年10月任总编室副主任。1995年6月，任社会部副主任（主持工作）；同年12月任总编室主任。1996年5月，当选报社党委委员，同年11月兼任报社编委会委员。1999年5月，主持创刊《地球村》周刊，担任编辑部主任。
2001年7月，任中国环境报社副社长兼副总编辑。2004年至2014年，兼任《环境经济》杂志主编。2008年9月至2009年3月，任环境保护部学习实践科学发展观活动第四指导检查组组长；同年，任环境保护部党组巡视组副组长。2011年4月，任中国环境报社党委书记。2015年12月至今，任中国环境报社党委书记、社长。2021年2月，任中国行业报协会第九届理事会副会长（兼）。